# Jack Costanzo
Pour les articles homonymes, voir Costanzo.
Jack Costanzo est un percussionniste américain, surnommé « Mr. Bongo », né le 24 septembre 1919 à Chicago (Illinois) et mort le 18 août 2018 à Lakeside (Californie).

## Biographie

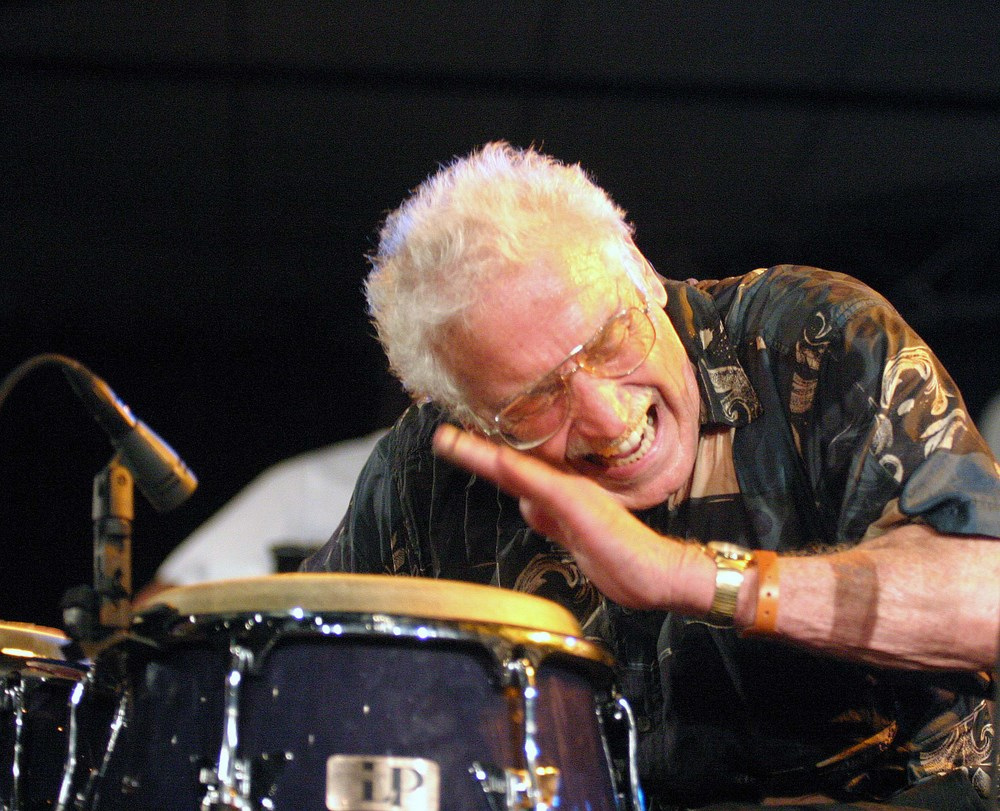
Jack Mister Bongo Costanzo en 2003.

Dans les années 1940, Jack Costanzo a voyagé à La Havane et a appris les rythmes afro-cubains et à jouer des bongos et des congas. 
Il a suivi Stan Kenton en tournée en 1947 et 1948 et occasionnellement dans les années 1950, et a accompagné Nat King Cole de 1949 à 1953. 
Il a aussi joué avec Peggy Lee, Pérez Prado, Harry James, Charlie Barnet, Pete Rugolo, Betty Grable, Harry James, Judy Garland, Jane Powell, Ray Anthony, Martin & Lewis, Frances Faye, Dinah Shore, Xavier Cugat, Frank Sinatra, Eddie Fisher, etc. 
Dans les années 1950, il avait formé son propre orchestre qui a sorti des albums et a fait des tournées internationales.

## Discographie

### Albums
- 1949 : Nat King Cole & His Trio - The Forgotten 1949 Carnegie Hall Concert
- 1953 : Howard Rumsey's Lighthouse All-Stars – Volume Three, LP, Contemporary Records
- 1955 : Jack Costanzo And His Afro Cuban Band – Mr. Bongo, LP, GNP Crescendo Records
- 1955 : The Jazz City Workshop – The Jazz City Workshop, LP, Bethlehem Records
- 1956 : Jack Costanzo / Andre's Cuban All Stars : Afro-Cubano, LP, Norgran Records
- 1956 : Mr. Bongo Has Brass, LP, Zephyr Records
- 1957 : Mr. Bongo Plays Hi-Fi Cha Cha, LP, Tops Records
- 1958 : Latin Fever, LP, Liberty
- 1959 : Bongo Fever, LP, Sunset Records
- 1960 : Eddie Cano & Jack Costanzo With Tony Martinez And His Orchestra – Dancing On THe Sunset Strip, LP, GNP Crescendo
- 1960 : Afro Can Can, LP, Liberty Records
- 1960 : Bongo Cha-Cha-Cha!, LP, Golden Tone Records
- 1960 : The Surfmen – The Sounds Of Exotic Island, LP, Somerset & Stereo-Fidelity
- 1960 : L'Ensemble Instrumental Des Iles – Surprise-Partie Aux Iles Paradis, LP, Mode Disques
- 1960 : Googie René – Googie René Presents Romesville, LP, Rendezvous Records
- 1962 : The Surfmen – Hawaii, LP, Somerset
- 1962 : L'Ensemble Instrumental Des Iles – Impressions Exotiques Hawaii, LP, Mode Disques
- 1960 : Manuel Santo Y Su Orquesta De La Habana – Mister Hifi Cha Cha Cha, LP, America Records
- 1961 : Learn, Play Bongos With Mr Bongo, LP, Liberty
- 1961 : Jack Costanzo And His Orchestra – Naked City  & Other Themes, LP, Liberty
- 1962 : Jack Constanza - Mr Bongo Spotlight On Dance Time (compilation), LP, Tiara Records Spotlight Series
- 1962 : Jack Costanzo et Tubby Hayes – Costanzo Plus Tubbs – Equation In Rhythm, LP, Fontana Records
- 1963 : Jack Costanzo & Eddie Cano - Costanzo, Cano & Bongos!, LP, GNP Crescendo
- 1963 : Jack Costanzo & Eddie Cano - Jack Costanzo Meets Eddie Cano, LP, GNP Crescendo Records
- 1964 : Jack Costanza - Mr Bongo, LP, Clarion Records
- 1966 : Réédition de Bongo Fever!, LP, Sunset Records
- 1966 : Manuel Santo Y Su Orquesta De La Habana – Cha-Cha-Cha - Mambo - Boléro - Rumba, LP, Musidisc
- 1968 : Jack Costanzo & Gerry Woo – Latin Percussion With Soul, LP, Tico Records
- 1971 : Jack Costanzo featuring Gerry Woo - Viva Tirado, LP, Crescendo
- 1972 : Som Latino, EP
- 1983 : Jack Costanzo And His Orchestra – Themes Go Latin, LP Liberty
- 1989 : Réédition Mr Bongo Afro Cuban Band, LP, Palladium
- 1995 : The Nat King Cole Trio Feat. Jack Costanzo - Go Bongo!, CD, Blue Moon
- 2001 : Back from Havana, CD, CuBop
- 2002 : Scorching the Skins CD, Cubop
- 2003 : Latin Percussion with Soul, CD
- 2005 : Versatile Mr Bongo Plays Jazz, Afro and Latin, CD, Fresh Sound
- 2005 : Chicken and Rice, CD, GNP/Crescendo
- 2015 : Mr Bongo (Compilation), CD, Jazzman

Autres collaborations
- 1952 : Nat King Cole - Penthouse Serenade
- 1952 : Stan Kenton – One Night Stand With Stan Kenton, volume 2, LP, Joyce records
- 1954 : Rene Touzet - The Cha Cha & the Mambo, LP, GNP Crescendo Records
- 1955 : Stan Kenton – Stan Kenton Encores
- 1955 : Jack Millman and His All-Stars - Jack Millman and His All-Stars
- 1956 : Jimmy Giuffre, Bob Cooper, Harry Klee, Bob Enevoldsen With The Marty Paich Octet - Tenors West, LP, GNP Crescendo Records
- 1956 : Stan Kenton - Sketches on Standards
- 1956 : Patti Page - In The Land Of Hi-Fi
- 1957 : Rene Touzet - From Broadway to Havana, LP, GNP Crescendo Records (Autre version : René Touzet – El Loco Cha Cha Cha)
- 1957 : Nat King Cole - After Midnight
- 1957 : Stan Kenton Introducing The Modern Men And Featuring Ann Richards – Kenton With Voices, LP Capitol Records Capitol
- 1957 : Eddie Cano - Cole Porter, Duke Ellington & Me
- 1958 : Eddie Cano - Deep In A Drum
- 195? : Pete Rigolo Orchestra - Rugolovations
- 1957 : Jack Millman - Blowing Up a Storm
- 1959 : Frances Fay - Caught in the Act (vol.1), LP, GNP Crescendo Records
- 1959 : Mickey Katz - The Most Mishige, LP, Capitol Records
- 1960 : Buddy Cole - Swing Fever, LP, Warner Bros
- 1961 : Frances Faye - Frances Faye in Frenzy, LP, Verve
- 1964 : Jimmy Giuffre, Bob Cooper, Bob Enevoldsen, Harry Klee, The Marty Paich Octet – Saxos Tenores, édition espagnole LP RCA Española, S.A.
- 1977 : Réédition de l’album Jimmy Giuffre With The Marty Paich Octet & The Jack Sheldon All Star Band – West Coast Scene, 2 LP, Vogue et Pye Records
- 1987 : Réédition de l’album de The Marty Paich Octet – Gene Norman Presents The Marty Paich Octet, LP, Fresh Sound Records – GNP Crescendo Records Coll. Gene Norman Presents
- 1992 : Kenton Alumni Band - 50th Anniversary Celebration: The Best of Back to Balboa, CD
- 1996 : Howard Rumsey's Lighthouse All-Stars - Mexican Passport, CD, enregistré entre 1952 et 1956
- 1998 : Nat King Cole - The Vocal Classics (1947-1950), CD
- 2005 : Réédition de Nat King Cole Trio Feat. Jack Costanzo - Go Bongo!, CD, Blue Moon
- 2006 : Stan Kenton - Kenton Era

Apparitions sur des productions d’artistes variés
- 1957 :  Chano Pozo, Jack Costanzo, Sabu Martinez,  Changuito, Carlos Vidal -  Afro Drum Carnival, LP, Crescendo Records (Compilation featuring the world greatest conga-bongo drummers)
- 1958 : Conte Candoli, Jack Costanza, Chuck Flores, Russ Freeman, Mike Pacheko, Art Pepper, Bill Perkins, Ben Tucker – Mucho Calor', LP, Andex
- 1959 : Spring into Action -The Sound of the Sixties (Compilation présentant les nouvelles vedettes artistiques pour les futures sixties), LP, Liberty Records Liberty

### Singles EP 45
- 1954 : Afro Cuban Jazz North-of-the-Border, EP, Norgran Records